# Alfred Korzybski
Alfred Habdank Skarbek Korzybski, född 3 juli 1879 i Warszawa, död 1 mars 1950 i Lakeville, Connecticut, var en polsk-amerikansk filosof och språkforskare, och skapare av General Semantics.

## Biografi
Korzybski studerade kemiteknik vid polytekniska institutet i Warszawa. Han deltog som frivillig i första världskriget på rysk sida från krigsutbrottet 1914, och tjänstgjorde som underrättelseofficer i fält på östfronten. Han ådrog sig skador när hans häst sköts under honom. I november 1915 skickades han till Nordamerika som vapeninspektör för ryska armén, och i december 1915 posterades han på testområdet Camp Petawawa i Kanada för att observera prov med nytt artilleri. 1917 flyttades han till New York där han övervakade ammunitionsförsändelserna till Ryssland. Han stannade kvar i USA efter kriget och utvecklade sina filosofiska teorier. Mot bakgrund av världskriget började han fundera på skillnaderna mellan människor och djur, med "time-binding" som ett centralt begrepp för den utveckling som är utmärkande för mänskliga samhällen. Han uppmuntrades av biologen Jacques Loeb och matematikern Cassius Jackson Keyser att publicera sina idéer, vilket ledde till att han 1921 publicerade boken Manhood of Humanity: The Science and Art of Human Engineering.
I oktober 1933 publicerade han Science and Sanity: An Introduction to Non-Aristotelian Systems and General Semantics, som är hans mest kända bok. I denna menade han att människan i jämförelse med djuren utvecklades framför allt beroende på sitt mer flexibla nervsystem som är kapabelt till symboliskt och abstrakt tänkande, men att samma egenskaper när de "felanvänds" och är orsaken till mänsklighetens negativa beteenden. Språket gör det möjligt att sammanfatta eller generalisera erfarenheter och föra dem vidare till andra, vilket innebär att de slipper göra om samma misstag eller återuppfinna sådant som tidigare upptäckts. Han formulerade också lagen om icke-identitet, som innebär att två personer, situationer, processteg eller betydelser, inte är exakt de samma i alla detaljer. Genom att betona skillnader framför likheter, bytte han ut flera postulat i aristotelisk logik, inte minst identitetslagen "A är A", och Korzybski kallade där sitt system för icke-aristoteliskt. I sina föreläsningar efter att han gett ut boken, kallade han sin teoribildning för General Semantics.
1938, efter att fått finansiellt stöd från Cornelius Crane, grundade han Institute of General Semantics i närheten av University of Chicagos campus för att bedriva utbildning och forskning inom denna nya disciplin. Under andra världskriget hjälpte han S.I. Hayakawa och andra att etablera International Society for General Semantics, som 2003 slogs ihop med Institute of General Semantics. Korzybskis verk har bland annat påverkat neurolingvistisk programmering (NLP).